# Casa Calvet

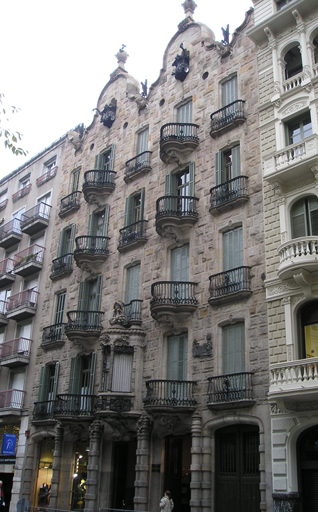
Casa Calvet

Casa Calvet – budynek znajdujący się w Barcelonie (1898-1900), był jednym z pierwszych dzieł Antoniego Gaudiego. Budowla uważana jest za najbardziej konserwatywną pracę artysty. Widać tu jedynie ślady secesji i późniejszego stylu mistrza - jak fasada zakończona łukiem, czy bajkowe balkoniki poddasza. Dom został zaprojektowany dla przedsiębiorcy tekstylnego Perego Martir Calveta. W 1900 r. otrzymał I nagrodę w pierwszej edycji konkursu na budowlę artystyczną Barcelony. Na parterze mieści się dziś restauracja.